# Günter Haußwald

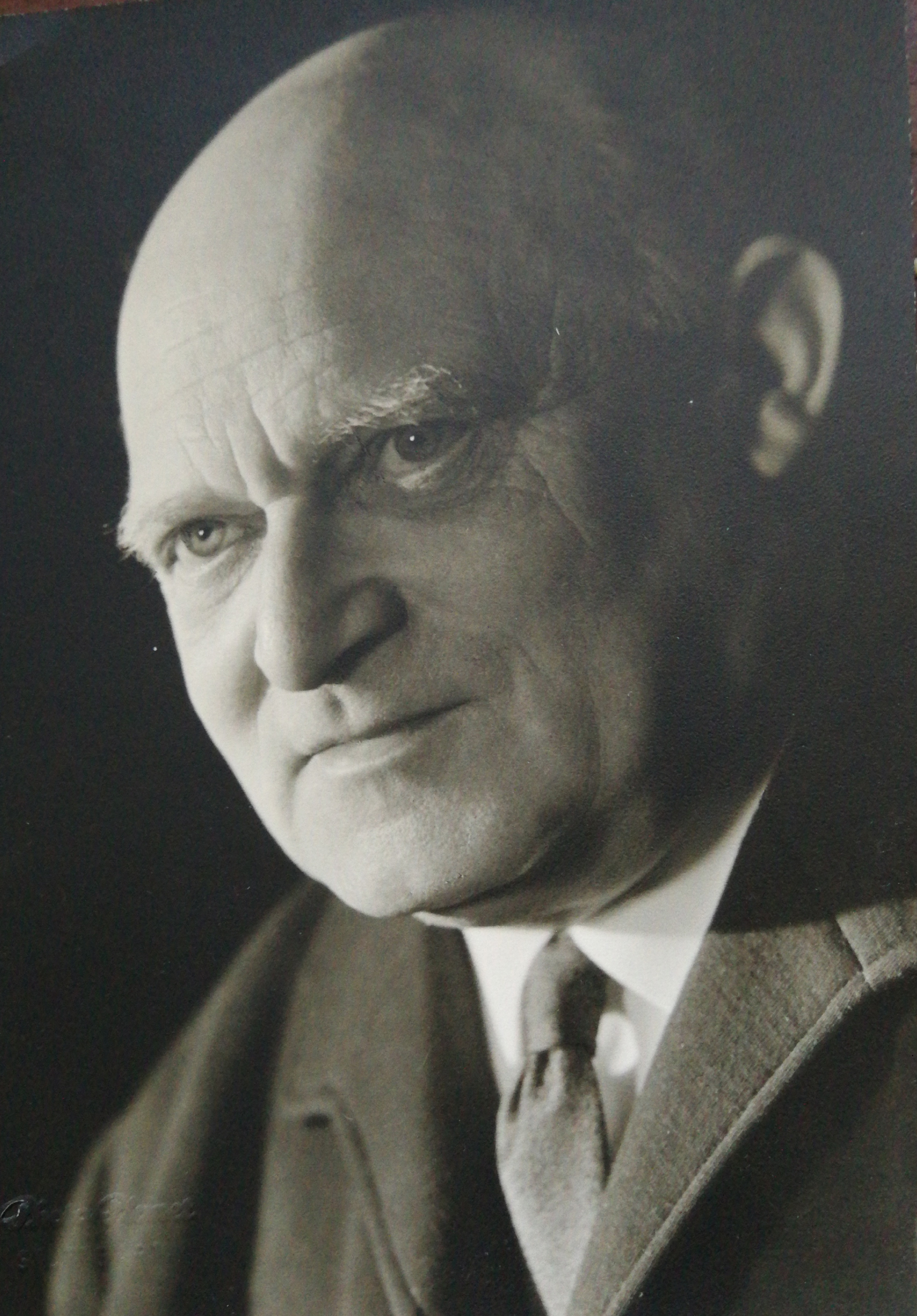
Porträt des Musikwissenschaftlers Günter Haußwald

Günter Haußwald (* 11. März 1908 in Rochlitz/Mulde; † 23. April 1974 in Stuttgart) war ein deutscher Musikwissenschaftler.
Er war ein Sohn von Charlotte (geb. Burkhardt) und Alfred Theodor Haußwald, von 1947 bis 1953 Dramaturg der Staatsoper Dresden (vor ihrem Wiederaufbau als Semperoper), Seite an Seite mit Joseph Keilberth als musikalischem Direktor. Er hat zahlreiche musikwissenschaftliche Schriften verfasst. An den Gesamtausgaben von Johann Sebastian Bach, Willibald Gluck, Wolfgang Amadeus Mozart und anderen hat er mitgearbeitet, war Herausgeber der Musica (Bärenreiter-Verlag, Kassel) und beim Süddeutschen Rundfunk verantwortlicher Redakteur für den Bereich Oper. Sein Neues Opernbuch wurde mehrfach überarbeitet und neu aufgelegt.

## Leben und Wirken
In Rochlitz besuchte er die Volks- und Realschule, von 1924 bis 1928 das dortige Lehrerseminar, das er mit der Bescheinigung seiner „Lehrbefähigung“ für Volksschulen wie für den kirchenmusikalischen Dienst verließ. In der Zeit von 1924 bis 1928 hat er an den beiden evangelischen Kirchen in Rochlitz „den Kantor beim Gottesdienst unterstützt, auch mehrfach, besonders in Ferienzeiten, den ganzen musikalischen Teil des Gottesdienstes in St. Kunigunde wie auch in St. Petri übernommen, auch gelegentlich den Begräbnischor geleitet“, so steht es in einem Zeugnis, das ihm Alfred Otto Meyer, Superintendent des evangelisch-lutherischen Pfarramts Rochlitz, 1928 ausstellte.
Von 1928 bis 1933 studierte er in Leipzig: Musikwissenschaft an der Universität Leipzig und ab 1929 am damaligen Landeskonservatorium der Musik zu Leipzig Klavier bei Max von Pauer und Hans Grisch, Komposition bei Sigfrid Karg-Elert, Musikpädagogik bei Fritz Reuter, Musikwissenschaft bei Theodor Kroyer, Hermann Zenck und Helmut Schultz, außerdem die Fächer, Germanistik, Philosophie, Pädagogik und Zeitungswissenschaften.
Im Frühjahr 1933 legte er das Staatsexamen für das höhere Lehramt ab und arbeitete in Rochlitz (staatliche Oberschule) als Studienreferendar, in Pirna (staatliche Oberschule für Jungen) erst als Assessor, dann als Studienrat. Von April 1933 bis April 1934 hat er die Organistenstelle in St. Petri „vertretungsweise verwaltet“, wie ein weiteres Zeugnis von Superintendent Meyer bescheinigt.
Am 8. Oktober 1935 heiratete er in Rochlitz Brunhilde Schmeisser, Tochter von Alfred Schmeisser, der damals in dritter Generation die 1844 gegründete Firma Orgelbau Schmeisser, Rochlitz, führte.
1937 promovierte Günter Haußwald mit einer Arbeit über Johann David Heinichens Instrumentalwerke an der Universität Leipzig bei Helmut Schultz. Am 19. Januar 1949 erfolgte die Habilitation an der damaligen Technische Hochschule Dresden mit seiner Arbeit über Mozarts Serenaden. Ein Beitrag zur Stilkritik des 18. Jahrhunderts.
Von Januar 1948 bis Dezember 1953 war er Dozent für Musikgeschichte am Konservatorium der Landeshauptstadt Dresden – damals die Akademie für Musik und Theater. Die Akademie wurde 1952 in die staatliche Hochschule für Musik Dresden umgewandelt. Gleichzeitig war er von September 1947 bis Oktober 1953 Dramaturg der Oper am Staatstheater Dresden (Semperoper), im ersten Jahr unter der Intendanz von Karl von Appen, ab Juni 1950 unter der Intendanz von Martin Hellberg. Damit ging von Anfang an auch die Herausgabe der Jahresberichte der Dresdner Staatstheater, der Dramaturgischen Blätter der Bühnen der Landeshauptstadt Dresden, einher. Die hat Haußwald in dieser Zeit redaktionell betreut. Generalmusikdirektor der Oper Dresden war von 1945 bis 1950 Joseph Keilberth. Zu den Ur- und Erstaufführungen dieser Nachkriegs-Ära gehörten unter anderem die deutsche Uraufführung der Antigonae von Carl Orff (1950) und mehrerer Opern von Richard Strauss: bereits 1945 eine Neuinszenierung der Ariadne auf Naxos, die Wiederaufführung der Schweigsamen Frau (1946) und der Salome (1947) im Kurhaus Bühlau, einem Ausweichquartier der Staatsoper Dresden. 1948: eine Neuinszenierung des „Rosenkavaliers“, 1952: Die Liebe der Danae. In dieser Zeit war Haußwald nicht nur für Koordination, Presse- und Öffentlichkeitsarbeit der Dresdner Oper zuständig, sondern arbeitete eng mit Chor, Solisten und der Staatskapelle Dresden zusammen. Außerdem veröffentlichte er mehrere Musikausgaben, Opernbearbeitungen und Übersetzungen, die von verschiedenen Bühnen aufgeführt wurden. Etwa: Le postillon de Lonjumeau von Adolphe Adam in einer szenischen Fassung 1950 in Dresden zu sehen.

## Musikwissenschaft in Ost- und Westdeutschland
Günter Haußwald hat sich immer als Musikwissenschaftler verstanden. Unter Umständen wurde ihm das zum Verhängnis. Das legt zumindest die Studie der Musikwissenschaftlerin Kateryna Schöning nahe, die mit aufzeigt, wie er ins Visier der Justiz der DDR geriet, als es um Personalentscheidungen an der Philosophischen Fakultät der Friedrich-Schiller-Universität Jena und der Universität Rostock ging. Letztere hätte ihn gern zum Professor mit vollem Lehrauftrag berufen. In Jena hatte Haußwald seit Oktober 1950 eine Anstellung als Dozent inne – mit der Verpflichtung, „das Fach Musikwissenschaften in Vorlesungen und Übungen zu vertreten“. So steht es im Arbeitsvertrag, unterschrieben von der Personalabteilung der Universität Jena. Wie Schöning darlegt, wurden ab 1952 mehrere Kollegen zur politischen Haltung Haußwalds befragt – er galt allen als unpolitischer Mensch und verdienstvoller Musikwissenschaftler. Doch ob er den „wissenschaftlichen Sozialismus“ angemessen vertreten könne, blieb ungeklärt. Das und eine – genehmigte – Dienstreise in den Westen brachten ihm eine Haftstrafe von drei Jahren ein. Der Vorwurf, Devisen außer Landes bringen zu wollen, erwies sich – was deren Höhe betraf – als teilweise falsch, an der Haftstrafe änderte das nichts. Immerhin wurde Haußwald gestattet, im Gefängnis musikwissenschaftliche Arbeiten an Bach- und Telemann-Ausgaben fortzusetzen.

## Arbeit in Westdeutschland
Nach der Haft in Bautzen (1953–1956) siedelte Günter Haußwald mit seiner Familie durch Vermittlung von Karl Vötterle, dem Inhaber des Bärenreiter-Verlags, erst nach Kassel, dann nach Stuttgart über. In Westdeutschland wandte er sich – neben umfangreichen Schriften, Aufsätzen und weiteren Büchern – verstärkt der Arbeit mit Schallplatten und im Rundfunk zu. Ab 1959 war er beim Süddeutschen Rundfunk, Stuttgart, als Redakteur für den Bereich Oper zuständig und arbeitete weiterhin für den Bärenreiter-Verlag.
Er schrieb Monografien, Essays, Buchbesprechungen, Schallplattenkritiken und Aufsätze. Die meisten für den Bärenreiter-Verlag, Kassel. Für dessen Zeitschrift Musica war Haußwald ab 1956 Schriftleiter und Herausgeber, später ebenso für die Zeitschriften Musica Schallplatte und phonoprisma. Ab 1968 arbeitete er für die Musica gemeinsam mit Richard Baum und Wolfram Schwinger. Haußwalds Spektrum war breit: In den genannten Publikationen erinnerte er auch an weniger bekannte Menschen, die mit Musik in Verbindung standen. Beispielsweise den Theologen und Kantor Johann Quirsfeld, der aus Dresden stammte, ein musikalisches Breviarium geschrieben hatte und 1686 in Pirna starb. Außerdem arbeitete Haußwald an mehreren Enzyklopädien mit, etwa Der Musik in Geschichte und Gegenwart oder an der Enciclopedia dello Spettacolo und der Storia dell’Opera. Er hielt Vorträge und übernahm für verschiedene Rundfunksender Features, Porträts, Buchbesprechungen und ganze Sendereihen – etwa Berühmte Opernhäuser für den Süddeutschen Rundfunk 1963. Auch bei der Deutschen Welle, Radio Salzburg, im Bayerischen und im Westdeutschen Rundfunk war er zwischen 1958 und 1966 zu hören.
Am 23. April 1974 starb Günter Haußwald in Stuttgart an seinem zweiten Herzinfarkt.

## Publikationen in Schriftform
Die wichtigsten Publikationen in Buchform
- Im Lexikon: Die Musik in Geschichte und Gegenwart[6]
- Johann David Heinichens Instrumentalwerke, 1937[7]
- Mozarts Serenaden. Ein Beitrag zur Stilkritik des 18. Jahrhunderts. Nachdruck der Ausgabe von 1951. Mit Vorwort und neuer Bibliogr. von Ekkehart Kroher. 1975[8]
- Das Neue Opernbuch.[9] Mehrfach erweitert und neu aufgelegt. Erstausgabe von 1951
- Die Bauten der Staatstheater Dresden,[10] 1948 im Auftrag der Generalintendanz der Staatstheater Dresden
- Dirigenten in Bild und Schrift[11] / Fotografiert von Werner Neumeister. Hrsg. von Günter Haußwald, 1965
- Die Orchesterserenade,[12] 1970
- Musikalische Stilkunde,[13] 1973
- Die Musik des Generalbass-Zeitalters,[14] 1975
- Carl Maria von Weber – Eine Gedenkschrift[15]
- Dresdner Kapellbuch[16]

## Weitere Arbeiten
Übersetzungen, Bühnenbearbeitungen, Fassungen für szenische Lesungen oder Rundfunkaufnahmen
Überarbeitungen von Opern für bestimmte Bühnen, szenische Lesungen oder für Rundfunkaufführungen erstellte Günter Haußwald immer wieder, etwa:
- die Übersetzung des Textes von[17] Merlins Insel oder Die verkehrte Welt von Christoph Willibald Gluck, das der Westdeutsche Rundfunk und RIAS Berlin 1960 sendeten. Eine szenische Fassung der Oper gemäß Haußwalds Bearbeitung wurde sowohl in Köln und München 1958 wie in Berlin 1966 aufgeführt.
- La muette de Portici von Daniel-François-Esprit Auber 1951.
- Die Oper Alcina von Georg Friedrich Händel: In einer von Günter Haußwald speziell für das Radio überarbeiteten Fassung 1959 sowohl vom Westdeutschen Rundfunk wie von RIAS Berlin und Radio Basel ausgestrahlt, ähnlich Händels Israel in Ägypten: 1959 von Süddeutschen und Bayerischen Rundfunk ausgestrahlt, im gleichen Jahr in Berlin, Stockholm und Wien aufgeführt, 1960 in Mailand, 1963 in Buenos Aires und 1967 in Wien.
- Dazu kamen andere Werke wie Mozarts Ascanio in Alba (als szenische Lesung in Bern 1961 aufgeführt), Jean-Philippe Rameaus Castor et Pollux (Süddeutscher Rundfunk 1962), Henry Purcells Fairy Queen (Süddeutscher Rundfunk 1962), Luigi Cherubinis Wasserträger (Süddeutscher Rundfunk 1963, Westdeutscher Rundfunk 1964, Bayerischer Rundfunk 1964) oder François-Adrien Boieldieus Johann von Paris (Süddeutscher Rundfunk 1964).

Alles, was Günter Haußwald geschrieben und vor allem auch an Noten editiert hat, lässt sich in der Deutschen Nationalbibliothek einsehen.